# Phlebia weldeniana
Phlebia weldeniana är en svampart som beskrevs av Nakasone & Burds. 1995. Phlebia weldeniana ingår i släktet Phlebia och familjen Meruliaceae.   Inga underarter finns listade i Catalogue of Life.